# Clarence Nash
Clarence Charles «Ducky» Nash (Watonga, 7 de diciembre de 1904-Glendale, 20 de febrero de 1985) fue un actor de voz estadounidense, conocido por ser la voz del Pato Donald, personaje de Walt Disney Studios. Nació en la comunidad rural de Watonga, Oklahoma, y una calle de esa ciudad tiene su nombre.

## Primeros años
Nash comenzó a realizarse un nombre durante los años 20 como imitador en la emisora de radio KHJ de Los Ángeles, en el programa The Merrymakers. Más tarde fue contratado por la Empresa de Leche Adohr para realizar trabajos publicitarios. "Silbador Clarence, el hombre pájaro de Adohr", Nash iba por las calles con caballos minúsculos (caballos con el tamaño de un poni) entreteniendo a los niños. En 1932 Nash pasó por el estudio Disney con su equipo de caballos, y decidió dejar una copia de su hoja de publicidad de la leche a la recepcionista. Al ver su nombre, Walt Disney lo reconoció como el artista que, pocos días antes, mientras escuchaba el programa de radio The Merrymakers le había impresionado por sus habilidades vocales. Disney le pidió que hiciera una prueba informal.

## Pato Donald

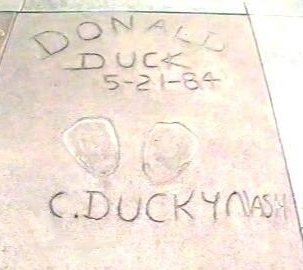
Huellas del Pato Donald en el Grauman's Chinese Theatre firmadas por Nash.

En la audición, Nash representó varias de sus voces, y Walt Disney le hizo parar cuando Nash efectuó su imitación de una familia de patos. Disney decidió que Nash era perfecto para el rol de un pato para su próximo corto de animación, The Wise Little Hen . El pato fue el Donald, a quien Nash le dio voz durante más de 50 años en más de 120 cortometrajes y películas. El último filme en donde Nash interpretó a Donald fue Mickey 's Christmas Carol, de 1983, aunque siguió prestando la voz de Donald para anuncios, promociones y otros tipos de materiales diversos hasta su muerte.
El Pato Donald se convirtió en uno de los personajes de dibujos animados más famosos del mundo, y en parte quizá se debió a la voz característica de Nash. Bien puede ser una de las voces de personaje ficticio más importantes de la historia. La voz se distingue tanto por su similitud a la de un pato como por el hecho de que a menudo es muy difícil de entender, especialmente cuando Donald entra en cólera, (cosa que ocurre a menudo). 
Para mantener la voz de Donald constante en todo el mundo, Nash ha prestado su voz a Donald en todas las lenguas extranjeras en que los cortos de Disney se han doblado (mediante la ayuda de un alfabeto fonético), es decir, Donald ha conservado el mismo nivel de incoherencia en todo el mundo.
Curiosamente, Edmundo Santos le enseñó a hablar español a Nash, por lo cual destaca su interpretación en español latino.

### Otros personajes
Además de la voz de Donald, Nash también interpretó la voz de la Pata Daisy (en sus primeras apariciones, cuando era poco más que una versión femenina de Donald ), así como los sobrinos de Donald Huey, Dewey, and Louie. También ha sido la voz de Figaro la gata enbastantes de cortos.
En muchos dibujos animados de Tom y Jerry dirigidos por William Hanna y Joseph Barbera aparece un tercer personaje principal, un patito llamado Little quack. Red Coffee interpretó la voz a este personaje, y no Nash como erróneamente se ha pensado, debido a la similitud en sus voces.
Nash también fue la voz de un sapo en Bambi, y el oso en The Fox and the Hound.

## Muerte
Clarence Nash murió en 1985 de leucemia a la edad de 80 años y fue enterrado en el San Fernando Misión Cemetery en Misión Hills, Los Ángeles (California). La lápida de la tumba, que ahora comparte con su esposa Margaret Nash (que murió en 1993) tiene un dibujo del Pato Donald y Daisy tomados de la mano.

## Sucesor
Tras la muerte de Nash, fue relevado por el animador de Disney Tony Anselmo, personalmente entrenado por el propio Nash. Anselmo es también uno de los artistas de voz que ha interpretado las voces Huey, Dewey, and Louie en Mickey Mouse Works y House of Mouse.